# Civil Rights Game
Le Civil Rights Game est un match annuel de baseball organisé par la Ligue majeure de baseball pour honorer l'histoire de la conquête des droits civiques en matière d'égalité aux États-Unis. La rencontre se tient à l'AutoZone Park de Memphis, (Tennessee) et s'accompagne de débats et tables rondes sur le thème des droits civiques. Le grand débat de l'édition 2008 s'est tenu le 28 mars avec Hank Aaron, Sharon Robinson, fille de Jackie Robinson, Martin Luther King III, fils de Martin Luther King, Qubilah Shabazz, fille de Malcolm X, Kenny Williams, manager général des Chicago White Sox et Omar Minaya, manager général des New York Mets.
À partir de 2009, le Civil Right Game est intégéré à la saison régulière comme Match interligue.

## Palmarès
| Date         | Ville      | Stade                    | Vainqueur           | Score | Perdant               | Affluence |
| ------------ | ---------- | ------------------------ | ------------------- | ----- | --------------------- | --------- |
| 31 mars 2007 | Memphis    | AutoZone Park            | St. Louis Cardinals | 5-1   | Cleveland Indians     | 12 815    |
| 29 mars 2008 | Memphis    | AutoZone Park            | New York Mets       | 3-2   | Chicago White Sox     | 7 717     |
| 20 juin 2009 | Cincinnati | Great American Ball Park | Chicago White Sox   | 10-8  | Cincinnati Reds       | 42 234    |
| 15 mai 2010  | Cincinnati | Great American Ball Park | Cincinnati Reds     | 4-3   | St. Louis Cardinals   | 41 326    |
| 15 mai 2011  | Atlanta    | Turner Field             | Atlanta Braves      | 3-2   | Philadelphia Phillies | 42 117    |
| 19 août 2012 | Atlanta    | Turner Field             | Atlanta Braves      |       | Los Angeles Dodgers   | 0         |